# مصفوفة دبابيس شبكية خزفية

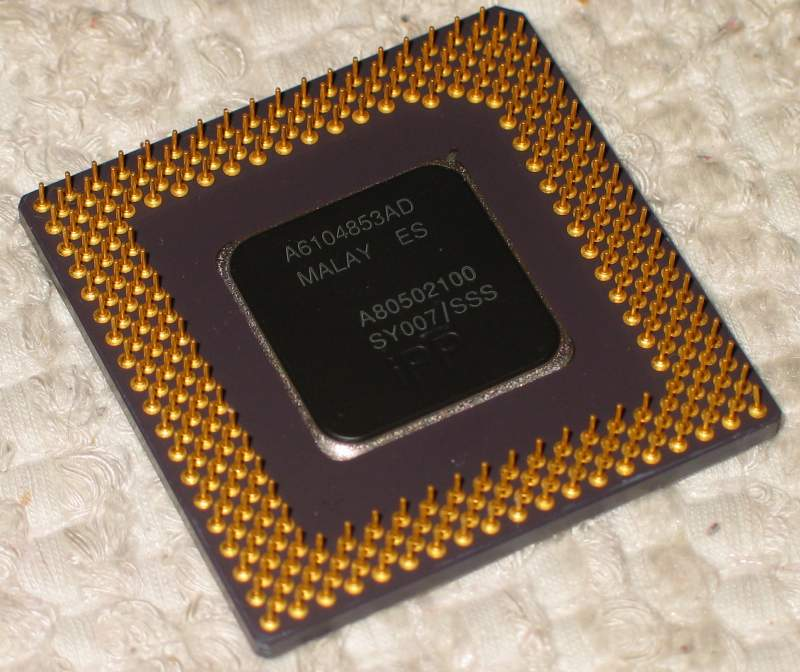
رقاقة بانتيوم 100 ميغاهيرتز بتغليف خزفي

شبكة إبر مصفوفة بالخزف (بالإنجليزية: Ceramic Pin Grid Array)‏ وهي تقنية تغليف مستخدمة من قبل بعض الدوائر المتكاملة. وتستخدم نوع من الخزف مشكوك فيها إبر بتقنية شبكة إبر مصفوفة.\

## اقرأ أيضا
- شبكة إبر مصفوفة متداخلة
- شبكة إبر مصفوفة برقاقة مقلوبة
- شبكة إبر مصفوفة بالبلستك العضوي
- شبكة إبر مصفوفة
- ويكي هاو: الدليل إلى معرفة طريقة تغليف الدوائر المتكاملة